# San Marco–4
San Marco–4 (angolul: Saint Mark, Velence védőszentje) olasz műhold, ionoszféra kutató műhold.

## Küldetés
Feladata az ionoszféra vizsgálata, a légsűrűség változásainak közvetlen mérése az Egyenlítő fölött.

## Jellemzői
Az Olasz Űrkutatási Bizottság (olaszul: Commissione per le Ricerche Spaziali – CRS), a Nemzeti Kutatási Tanács által támogatott program. Épített és működtette a Centro di Ricerche Aerospaziali (CRA) Universita di Roma. A hordozórakétát a NASA biztosította.
Megnevezései: San Marco C-2; COSPAR: 1974-009A; Kódszáma: 7154.
1974. február 18-án a San Marco-kilövőállásról (Kenya) egy Scout D–1 (S190C) hordozórakétával állították alacsony Föld körüli pályára (LEO = Low-Earth Orbit). Az orbitális pályája 96,10 perces, 2,9 fokos hajlásszögű, elliptikus pálya perigeuma 270 kilométer, az apogeuma 875 kilométer volt.
1959-ben az USA felajánlotta több baráti országnak, hogy a tudósaik által készített műholdakat pályára állítja. Olaszország élt a lehetőséggel, megkötötték a szerződéseket.
A San Marco–sorozatot az ionoszféra (felső légkörben) kutatás céljára építették. Műszereivel az ionoszféra tulajdonságait mérték a magasság függvényébe. Tervezett szolgálati idő 3 év. A nagy hatótávolságú rádiós telemetriai egység biztosította az adatforgalmat. Egy 5 méter hosszú dipól antenna segíti a kommunikációt, egy 48 centiméteres a parancsadást. A műholdak alakja gömb, átmérője 78 centiméter, tömege 164 kilogramm. Az űreszköz felületére 4 darab napelem egységet szereltek (5 W), éjszakai (földárnyék) energia ellátását 4 darab nikkel-kadmium akkumulátor biztosította.

## Tudományos célok
- a magaslégkör sűrűségének folyamatos és pontos mérése az ún. Broglio-mérővel
- a légkör nyomásának és hőmérsékletének mérése
- a légkör összetételének mérése tömegspektrométerrel
- az ionoszféra elektronsűrűségének mérése a magasság függvényében
- az elektronok hőmérsékletének mérése
- az ionoszféra szabálytalanságainak kimutatása
- az ionok és elektronok koncentrációjának mérése
- az ionizált részecskék sebességének mérése
- a napsugárzás figyelése
- a magaslégkör viselkedésének vizsgálata és annak hatása a földi időjárásra

1976. május 4-én 806 nap (2,21 év) után belépett a légkörbe és megsemmisült.